# Zootaxa
Zootaxa is een peer-reviewed wetenschappelijk megajournal voor dierentaxonomen. Het wordt uitgegeven door Magnolia Press (Auckland, Nieuw-Zeeland). Het tijdschrift is in 2001 opgericht door Zhi-Qiang Zhang en er verschijnen meerdere keren per week nieuwe nummers. Sinds december 2012 zijn er in het tijdschrift meer dan 26.300 nieuwe taxa beschreven. Gedrukte en online versies zijn beschikbaar.